# Salma Hany
Salma Hany Ibrahim Ahmed (arabisch سلمى هاني إبراهيم أحمد; * 5. August 1996 in Alexandria) ist eine ägyptische Squashspielerin.

## Karriere
Salma Hany ist seit 2011 auf der PSA World Tour aktiv und gewann auf dieser bislang fünf Titel. Ihre beste Platzierung in der Weltrangliste erreichte sie mit Rang sieben im Januar 2022. Ihre erste Weltmeisterschaft bestritt sie im Alter von 17 Jahren im Jahr 2014, nachdem sie erfolgreich die Qualifikation gemeistert hatte. 

## Erfolge
- Gewonnene PSA-Titel: 5